# Milton Wright
Milton Wright (ur. 17 listopada 1828 w Hrabstwie Rush w stanie Indiana, zm. 3 kwietnia 1917) – ojciec Wilbura i Orville’a Wright, biskup Kościoła Zjednoczonych Braci w Chrystusie (Church of the United Brethren in Christ).